# Viktor Šamburkin
Viktor Nikolaevič Šamburkin (in russo Виктор Николаевич Шамбуркин?; Leningrado, 12 ottobre 1931 – Mosca, 11 maggio 2018) è stato un tiratore a segno sovietico, dal 1991 russo.

## Palmarès

### Olimpiadi
- 1 medaglia:
  - 1 oro (Roma 1960 nella carabina 50 metri tre posizioni)